# Titularerzbistum Scythopolis
Scythopolis (ital.: Scitopoli) ist ein Titularerzbistum der römisch-katholischen Kirche.
Es geht zurück auf einen früheren Bischofssitz Scythopolis in der römischen Provinz Syria Palaestina bzw. Palaestina II.
| Titularerzbischöfe von Scythopolis |                                                 |                                                        |                    |                    |
| Nr.                                | Name                                            | Amt                                                    | von                | bis                |
| 1                                  | Manuel Villar                                   | Weihbischof in Lleida (Spanien)                        | 4. September 1815  | 23. September 1816 |
| 2                                  | Domenico Fegatelli                              | emeritierter Bischof von Rimini (Italien)              | 17. Dezember 1900  | 1905               |
| 3                                  | Antonio Maria Bonito                            | Koadjutorbischof von Amalfi (Italien)                  | 11. Dezember 1905  | 17. Juni 1908      |
| 4                                  | John Lancaster Spalding                         | emeritierter Bischof von Peoria (USA)                  | 11. September 1908 | 25. August 1916    |
| 5                                  | Americo Bevilacqua                              | emeritierter Bischof von Alatri (Italien)              | 2. Februar 1918    | 20. März 1926      |
| 6                                  | Pranciðkus Karevièius MIC (Pranciðkus Karewicz) | emeritierter Bischof von Žemaitija (Litauen)           | 23. März 1926      | 30. Mai 1945       |
| 7                                  | Antonio Tani                                    | emeritierter Erzbischof von Urbino (Italien)           | 31. Dezember 1952  | 17. November 1966  |
| 8                                  | Saba Youakim BS                                 | Weihbischof in Antiochien (Syrien)                     | 9. September 1968  | 15. Oktober 1970   |
| 9                                  | Eftimios Youakim BS                             | emeritierter Erzbischof von Zahlé und Furzol (Libanon) | 21. August 1971    | 19. Mai 1972       |
| 10                                 | Joseph-Marie Raya                               | emeritierter Erzbischof von Akka (Israel)              | 21. August 1974    | 10. Juni 2005      |